# 一眼瞬間，再見愛
《一眼瞬間，再見愛》（日語：瞬 またたき），為2010年6月19日上映的日本電影。磯村一路導演作品。北川景子主演。發行商為S·D·P（STARDUST PICTURES）。

## 概要
- 園田泉美因為戀人河野淳一意外身亡過於震驚喪失記憶，罹患創傷後心理壓力緊張綜合症（PTSD）。為了找回與情人相關的重要記憶，泉美面對真實的恐怖，一邊奮鬥一邊重生的故事。
- 演出北川景子角色園田泉美的戀人河野淳一一角的是2008年曾與她搭檔演出《太陽與海的教室》（富士電視台系）的岡田將生。
- 2009年5～6月間前往北海道、島根縣東出雲町拍攝。
- 2010年6月19、20日兩日間電影觀賞人數排名（興行通信社調查）為首映的第九名。

## 演員陣容
- 園田泉美：北川景子
- 桐野真希子（律師）：大塚寧寧
- 河野淳一：岡田將生
- 園田登：史朗
- 河野沙惠子：永島暎子
- 園田：深水元基
- 桐野涼子：千崎若菜
- 小木啓介（精神科醫生）：田口智朗
- 堀川早紀：清水美沙
- 老婦人：菅井きん

## 主題曲
- 「想見你（会いたいから）」（演唱：K）

## 工作人員
- 導演·編劇：磯村一路
- 原作：河原蓮（日语：河原れん）「在愛情終結的瞬間，我們開始」（幻冬舍出版）
- 音樂：渡邊俊幸

## 拍攝地點
- 北海道
  - 札幌市
    - 白石區：上白石橋、豐平川河畔等
    - 豐平區
    - 中央區

  - 小樽市：舊高島隧道、小樽運河、錢函墓地
  - 千歳市：支笏湖温泉、北海道道16號支笏湖公園線（支笏湖空中步道）
  - 鵡川町
  - 新日高町
- 島根縣
  - 東出雲町：黃泉比良坂、伊賦夜坂、JR揖屋站
  - 松江市：一畑電車秋鹿町站
  - 出雲市：出雲大社

## 外部連結
- 官方网站（日語）